# 수사나 (영화)
수사나(Susana, The Devil And The Flesh)는 멕시코에서 제작된 루이스 부뉴엘 감독의 1951년 드라마 영화이다. 페르난도 솔러 등이 주연으로 출연하였고 세르지오 코건 등이 제작에 참여하였다.

## 출연

### 주연
- 페르난도 솔러
- 로시타 퀸타나

### 조연
- 빅터 마누엘 멘도자
- 마틸드 팔로우
- 마리아 겐틸 아코스
- 루이스 로페즈 소모자
- 라파엘 이카르도
- 엔리크 델 카스틸로

## 제작진
- 각색: 로돌포 우시글리
- 원작자: 마누엘 리치
- 미술: 건서 게르조
- Ass-PD: 마누엘 리치